# Éric Godon
Éric Godon (* 7. Februar 1959 in Baudour) ist ein belgischer Schauspieler und Regisseur.

## Leben
Éric Godon studierte Germanistik an der Université libre de Bruxelles. Er übte zunächst verschiedene Berufe aus, ehe er um die Jahrtausendwende mit der Schauspielerei begann. Zu Beginn arbeitete er vor allem für belgische Produktionen, sowohl in Französischer als auch in Niederländischer Sprache. Seine Karriere führte ihn später auch in die USA. Bekanntheit erlangte er vor allem durch seine Filmrollen in Brügge sehen… und sterben?, From Paris with Love und Die Logan Verschwörung.
Im Jahr 2012 führte er Regie bei den drei Kurzfilmen Rosa, Emma und Marguerite.

## Filmografie (Auswahl)

### Spielfilme
- 2002: Petites Misères
- 2006: Pom, das treue Fohlen (Pom, le Poulain)
- 2007: Gene Broadway – Tanz … oder Liebe? (J’aurais voulu être un danseur)
- 2007: Ein Geheimnis (Un secret)
- 2008: Brügge sehen… und sterben? (In Bruges)
- 2008: Crossfire (Les insoumis)
- 2008: Les Enfants de Timpelbach
- 2009: Sœur Sourire – Die singende Nonne (Sœur Sourire)
- 2009: Der Engel mit den dunklen Flügeln (The Vintner’s Luck)
- 2010: From Paris with Love
- 2010: Nichts zu verzollen (Rien à déclarer)
- 2010: Glück auf Umwegen (La Chance de ma vie)
- 2012: Die Logan Verschwörung (Erased)
- 2014: Der Unbestechliche – Mörderisches Marseille (La French)
- 2015: Suite française – Melodie der Liebe (Suite française)
- 2015: The Ardennes – Ohne jeden Ausweg (D’Ardennen)
- 2017: Der junge Karl Marx (Le Jeune Karl Marx)
- 2017: Gottes Wege sind blutig (Pilgrimage)
- 2019: Rebellinnen – Leg’ dich nicht mit ihnen an! (Rebelles)
- 2019: Anna
- 2019: Yummy
- 2020: Undergods

### Fernsehserien
- 2004–2010: Julie Lescaut (2 Episoden)
- 2014: The Missing (7 Episoden)
- 2020: Missing Lisa (GR5)
- 2023: Große Erwartungen (Great Expectations, eine Episode)